# Holocentridae

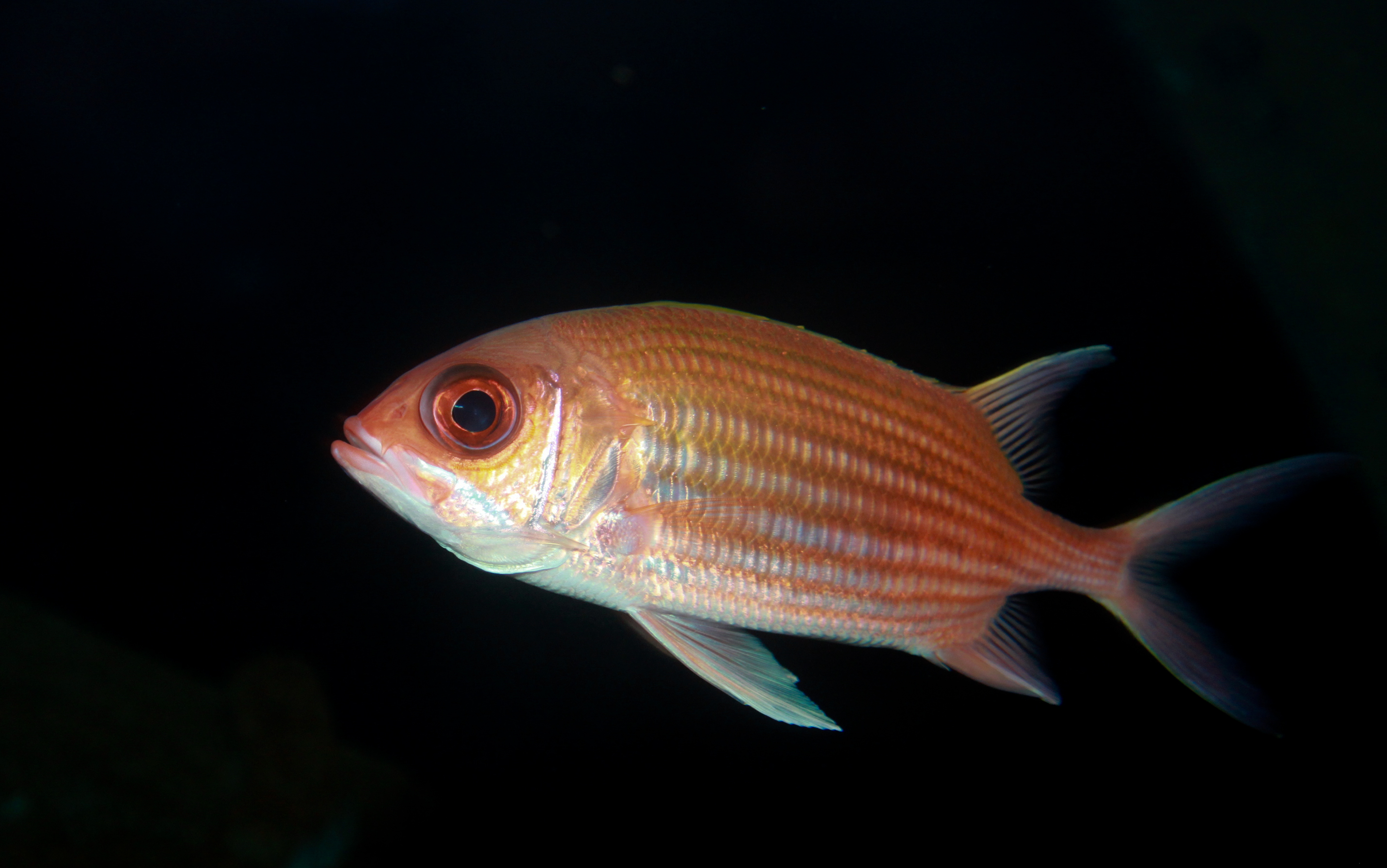
Holocentrus adscensionis

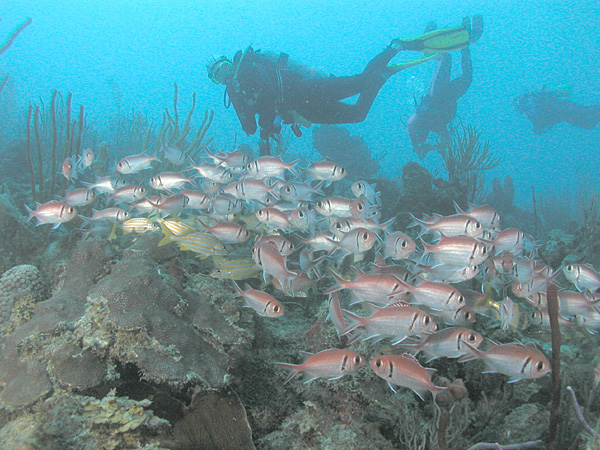
Myripristis jacobus

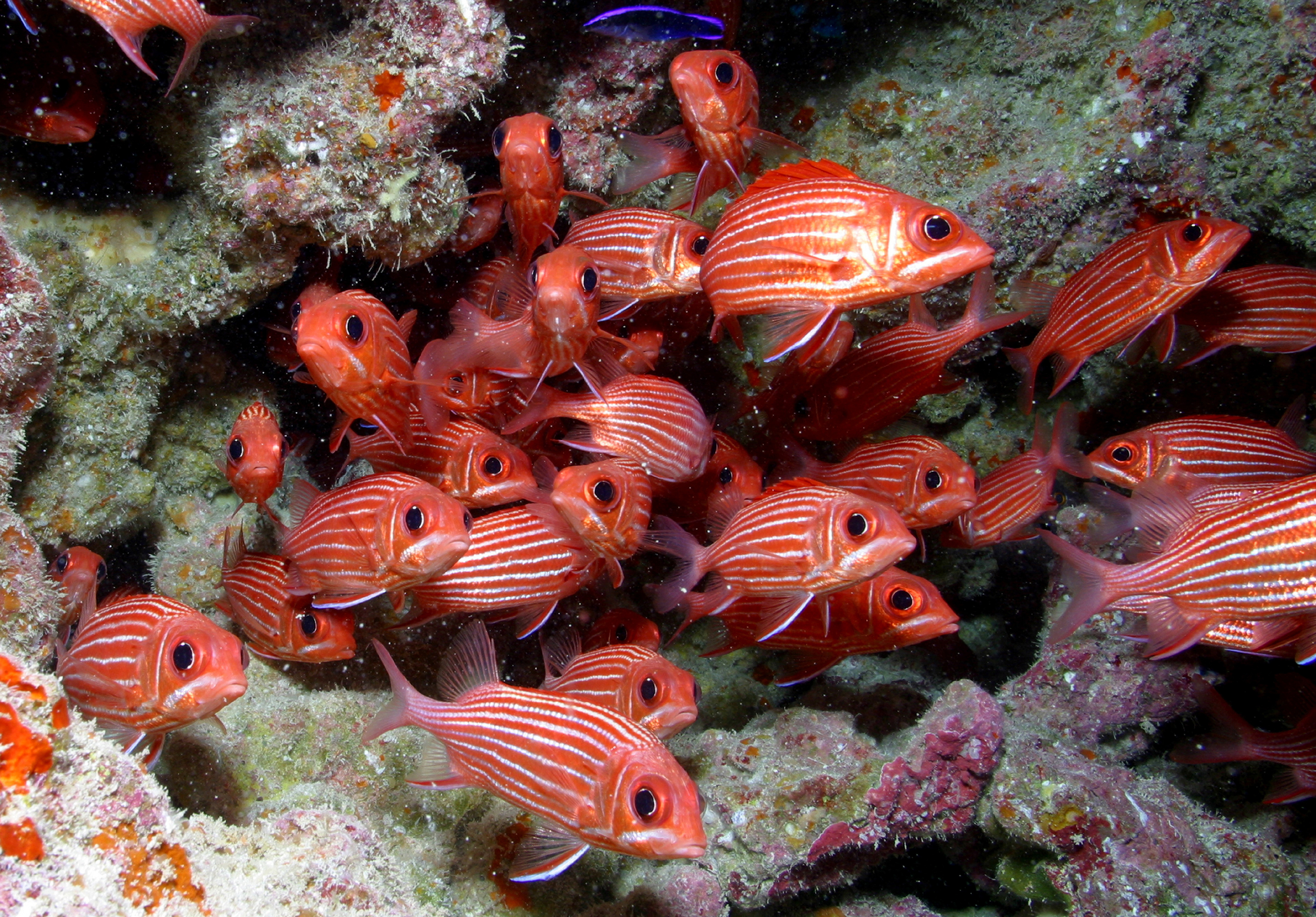
Sargocentron xantherythrum

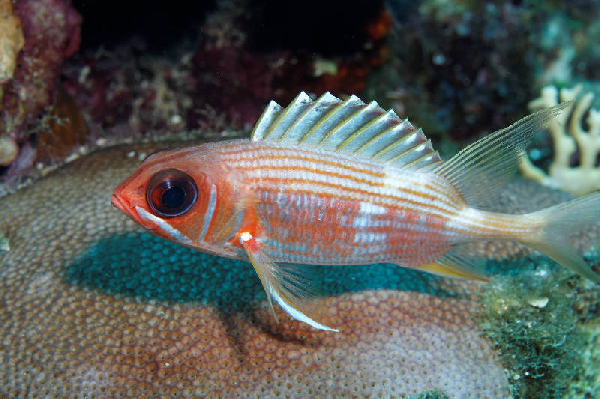
Holocentrus rufus

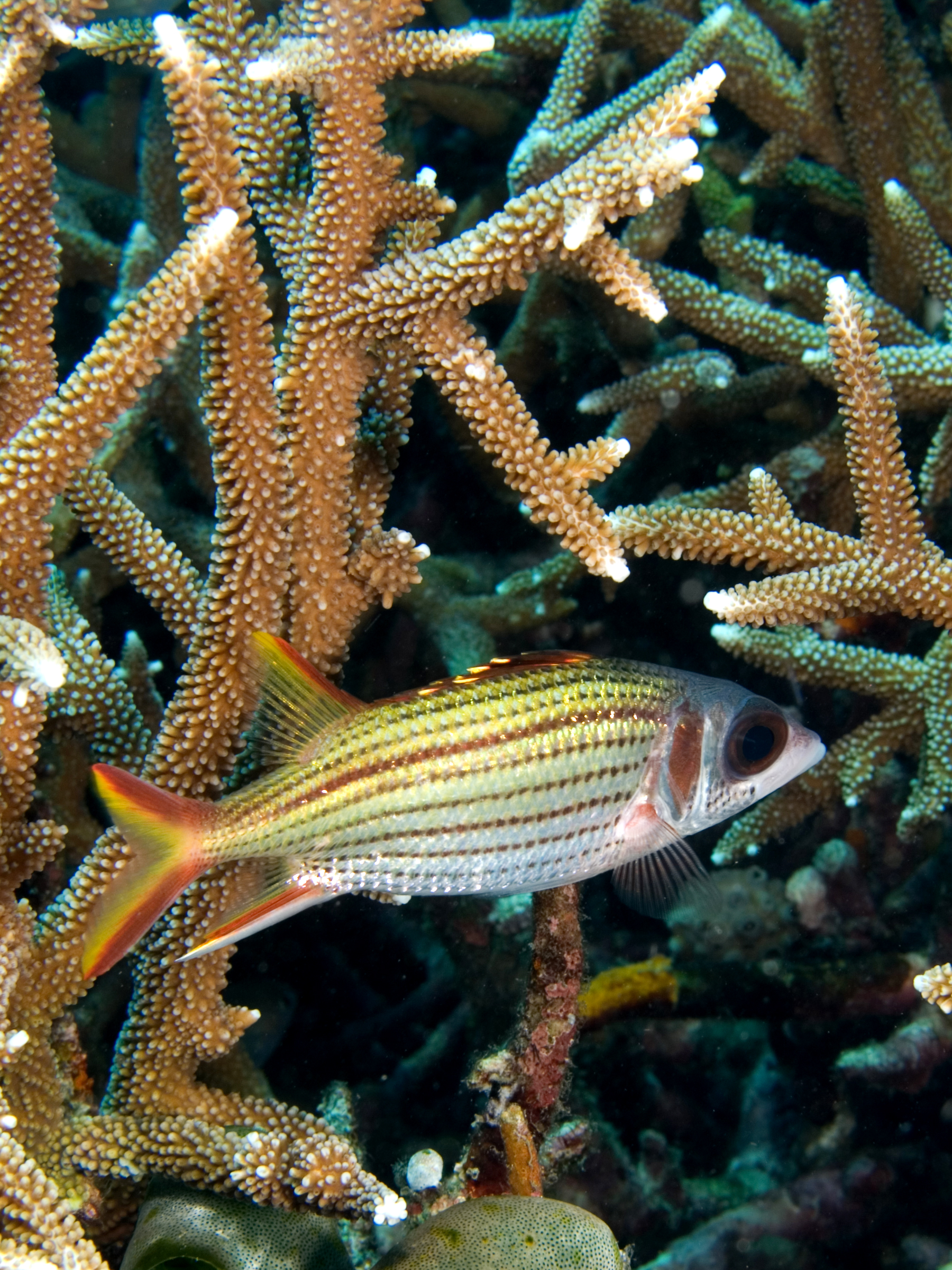
Sargocentron microstoma

Gli Holocentridae, noti comunemente come pesci soldato, o pesci scoiattolo, sono una famiglia di pesci ossei marini appartenenti all'ordine Beryciformes.

## Distribuzione e habitat
Sono presenti in tutte le aree tropicali degli oceani. Nel mar Mediterraneo è presente una sola specie penetrata dal mar Rosso in seguito alla migrazione lessepsiana: Sargocentron rubrum.
Vivono in vari habitat caratterizzati da fondali duri e basse profondità, sono molto comuni nelle barriere coralline. Fanno vita demersale.

## Descrizione
Sono pesci dotati di occhi molto grandi, opercolo branchiale che porta alcune spine sul bordo e muso appuntito. Hanno scaglie grandi e vistose, ruvide al tatto. La pinna dorsale ha una parte anteriore con robusti raggi spinosi più lunga della parte a raggi molli situata posteriormente; la pinna anale ha 4 raggi spinosi. La pinna caudale è forcuta ed è portata da un peduncolo caudale piuttosto sottile.
Il colore è generalmente di tonalità rossa, in alcune specie molto brillante.
La taglia massima di 60 cm è raggiunta da Myripristis murdjan, nella maggioranza delle altre specie però è minore.

## Biologia
Sono quasi tutte specie notturne che trascorrono le ore diurne nascoste in ripari fra le rocce o i coralli.

### Alimentazione
Si nutrono di plancton, invertebrati bentonici e piccoli pesci.

### Riproduzione
Le uova sono deposte in acque aperte. Gli avannotti sono pelagici per lungo tempo.

## Acquariofilia
Sono difficili da allevare in acquario.

## Pesca
Non hanno importanza per la pesca commerciale, ma solo per quella di sussistenza.

## Specie
- Genere Corniger
  - Corniger spinosus
- Genere Holocentrus
  - Holocentrus adscensionis
  - Holocentrus rufus
- Genere Myripristis
  - Myripristis adusta
  - Myripristis amaena
  - Myripristis astakhovi
  - Myripristis aulacodes
  - Myripristis berndti
  - Myripristis botche
  - Myripristis chryseres
  - Myripristis clarionensis
  - Myripristis earlei
  - Myripristis formosa
  - Myripristis gildi
  - Myripristis greenfieldi
  - Myripristis hexagona
  - Myripristis jacobus
  - Myripristis kochiensis
  - Myripristis kuntee
  - Myripristis leiognathus
  - Myripristis murdjan
  - Myripristis pralinia
  - Myripristis randalli
  - Myripristis robusta
  - Myripristis seychellensis
  - Myripristis tiki
  - Myripristis trachyacron
  - Myripristis violacea
  - Myripristis vittata
  - Myripristis woodsi
  - Myripristis xanthacra
- Genere Neoniphon
  - Neoniphon argenteus
  - Neoniphon aurolineatus
  - Neoniphon marianus
  - Neoniphon opercularis
  - Neoniphon sammara
- Genere Ostichthys
  - Ostichthys acanthorhinus
  - Ostichthys archiepiscopus
  - Ostichthys brachygnathus
  - Ostichthys delta
  - Ostichthys hypsipterygion
  - Ostichthys japonicus
  - Ostichthys kaianus
  - Ostichthys ovaloculus
  - Ostichthys sandix
  - Ostichthys sheni
  - Ostichthys trachypoma
- Genere Plectrypops
  - Plectrypops lima
  - Plectrypops retrospinis
- Genere Pristilepis
  - Pristilepis oligolepis
- Genere Sargocentron
  - Sargocentron bullisi
  - Sargocentron caudimaculatum
  - Sargocentron cornutum
  - Sargocentron coruscum
  - Sargocentron diadema
  - Sargocentron dorsomaculatum
  - Sargocentron ensifer
  - Sargocentron furcatum
  - Sargocentron hastatum
  - Sargocentron hormion
  - Sargocentron inaequalis
  - Sargocentron iota
  - Sargocentron ittodai
  - Sargocentron lepros
  - Sargocentron macrosquamis
  - Sargocentron marisrubri
  - Sargocentron megalops
  - Sargocentron melanospilos
  - Sargocentron microstoma
  - Sargocentron poco
  - Sargocentron praslin
  - Sargocentron punctatissimum
  - Sargocentron rubrum
  - Sargocentron seychellense
  - Sargocentron shimizui
  - Sargocentron spiniferum
  - Sargocentron spinosissimum
  - Sargocentron suborbitalis
  - Sargocentron tiere
  - Sargocentron tiereoides
  - Sargocentron vexillarium
  - Sargocentron violaceum
  - Sargocentron wilhelmi
  - Sargocentron xantherythrum